# Perucetus
Perucetus — вимерлий рід ранніх китів з еоцену Перу. Наразі відомий лише один вид — P. colossus.
З приблизною довжиною понад 17,0–20,1 метрів і вагою 85–340 тонн, перуцетус може конкурувати, якщо не перевищувати сучасного синього кита, за вагою. Частково це пов'язано з неймовірно товстими та щільними кістками, якими володіла ця тварина, у поєднанні з її вже великими розмірами. Екологія Perucetus, однак, залишається значною мірою загадковою. Судячи зі скам'янілостей, це, ймовірно, повільний мешканець мілководдя. Про його дієту можна лише припускати, але одна припущення припускає, що він міг живитись бентосними тваринами, такими як ракоподібні та молюски, які живуть на дні океану. Про знахідку повідомлено в серпні 2023 року.